# 학가산
학가산(鶴駕山)은 대한민국 경상북도 예천군 보문면, 안동시 북후면, 서후면의 경계에 위치해 있는 산이다. 산 북쪽에는 자연휴양림이 자리잡고 있으며, 남쪽부분에는 광흥사(廣興寺)라는 절이 있다.

## 방송 송신 시설
| 디지털TV  |                 |           |                    |       |                                                                |
| 가상채널  | 방송국명        | 호출부호  | 물리채널           | 출력  | 가시청권                                                       |
| CH 6-1    | TBC 대구 DTV    | HLDE-DTV  | CH 24              | 1㎾   | 안동시, 영주시, 예천군, 상주시, 문경시, 봉화군, 의성군, 청송군 |
| CH 7-1    | KBS안동 DTV2    | HLQH-DTV  | CH 34              | 1㎾   | 안동시, 영주시, 예천군, 상주시, 문경시, 봉화군, 의성군, 청송군 |
| CH 9-1    | KBS안동 DTV1    | HLCR-DTV  | CH 32              | 1㎾   | 안동시, 영주시, 예천군, 상주시, 문경시, 봉화군, 의성군, 청송군 |
| CH10-1    | EBS 1TV         | HLQL-DTV  | CH 36              | 1㎾   | 안동시, 영주시, 예천군, 상주시, 문경시, 봉화군, 의성군, 청송군 |
| CH 10-2   | EBS 2TV         | HLQL-DTV  | CH 36              | 1㎾   | 안동시, 영주시, 예천군, 상주시, 문경시, 봉화군, 의성군, 청송군 |
| CH 11-1   | 안동MBC DTV     | HLAW-DTV  | CH 22              | 1㎾   | 안동시, 영주시, 예천군, 상주시, 문경시, 봉화군, 의성군, 청송군 |
| FM라디오  |                 |           |                    |       |                                                                |
| 주파수    | 방송국명        | 호출부호  |                    | 출력  | 가시청권                                                       |
| 88.1MHz   | KBS안동 음악FM  | HLCR-FM   |                    | 3㎾   | 안동시, 영주시, 예천군, 상주시, 문경시, 봉화군, 의성군, 청송군 |
| 91.3MHz   | 안동MBC FM4U    | HLAW-FM   |                    | 3㎾   | 안동시, 영주시, 예천군, 상주시, 문경시, 봉화군, 의성군, 청송군 |
| 97.7MHz   | BBS대구불교방송 | HLDI-FM   |                    | 0.5㎾ | 안동시, 영주시, 예천군, 상주시, 문경시, 봉화군, 의성군, 청송군 |
| 100.1MHz  | 안동MBC 라디오  | HLAW-SFM  |                    | 1㎾   | 안동시, 영주시, 예천군, 상주시, 문경시, 봉화군, 의성군, 청송군 |
| 106.5MHz  | TBC Dream FM    | HLDE-FM   |                    | 0.5㎾ | 안동시, 영주시, 예천군, 상주시, 문경시, 봉화군, 의성군, 청송군 |
| 지상파DMB |                 |           |                    |       |                                                                |
| 방송국명  | 채널목록        | 호출부호  | 채널(주파수)       | 출력  | 가시청권                                                       |
| myMBC     | myMBC TV        | HLAW-TDMB | CH 9A (187.280MHz) | 2㎾   | 안동시, 영주시, 예천군, 상주시, 문경시, 봉화군, 의성군, 청송군 |
| U-KBS     | KBS STAR        | HLKG-TDMB | CH 9B (189.008MHz) | 2㎾   | 안동시, 영주시, 예천군, 상주시, 문경시, 봉화군, 의성군, 청송군 |
| U-KBS     | HD KBS STAR     | HLKG-TDMB | CH 9B (189.008MHz) | 2㎾   | 안동시, 영주시, 예천군, 상주시, 문경시, 봉화군, 의성군, 청송군 |
| U-KBS     | KBS HEART       | HLKG-TDMB | CH 9B (189.008MHz) | 2㎾   | 안동시, 영주시, 예천군, 상주시, 문경시, 봉화군, 의성군, 청송군 |
| U-KBS     | KBS MUSIC       | HLKG-TDMB | CH 9B (189.008MHz) | 2㎾   | 안동시, 영주시, 예천군, 상주시, 문경시, 봉화군, 의성군, 청송군 |
| TBC DMB   | TBC u           | HLDE-TDMB | CH 9C (190.736MHz) | 2㎾   | 안동시, 영주시, 예천군, 상주시, 문경시, 봉화군, 의성군, 청송군 |
| TBC DMB   | mYTN            | HLDE-TDMB | CH 9C (190.736MHz) | 2㎾   | 안동시, 영주시, 예천군, 상주시, 문경시, 봉화군, 의성군, 청송군 |